# Alianza Canadiense
La Alianza Canadiense (en inglés, Canadian Alliance; en francés, Alliance canadienne), formalmente la Alianza Reformista Conservadora Canadiense (en inglés, Canadian Reform Conservative Alliance; en francés, Alliance réformiste-conservatrice canadienne), fue un partido político de centroderecha a derecha que existió en Canadá bajo ese nombre de 2000 a 2003. Fue la refundación del Partido Reformista de Canadá y heredó sus propuestas populistas, así como su posición como la oposición oficial en la Cámara de los Comunes. El partido proponía políticas que eran tanto fiscal como socialmente conservadoras, buscando reducir el gasto público y bajar los impuestos.
La Alianza surgió como resultado del movimiento que buscaba unir a la derecha canadiense, ya que esta se encontraba severamente dividida desde las elecciones de 1993. El Partido Conservador Progresista, liderado por Joe Clark, rechazó el llamado a unir a la derecha. Luego de que la Alianza, liderada por Stockwell Day, fue derrotada en las elecciones de 2000, lo que resultó en un tercer gobierno liberal consecutivo, las negaciones con el Partido Conservador Progresista reanudaron y finalmente los partidos se fusionaron de manera oficial en 2003, creándose así el Partido Conservador de Canadá.

## Resultados electorales
| Año  | Candidato     | Votos     | %     | Escaños | +/- | Posición |
| ---- | ------------- | --------- | ----- | ------- | --- | -------- |
| 2000 | Stockwell Day | 3.276.929 | 25,49 | 66/301  | 6a  | 2º       |

a Respecto al resultado del Partido Reformista de Canadá en 1997.